# Гігроцибе багряна
Гігроцибе кокцінея (Hygrocybe coccinea) — вид грибів роду гігроцибе (Hygrocybe). Гриб класифіковано у 1871 році.

## Будова
Шляпка діаметром 2-4 (6) см, кулеподібна, конічна, з підвернутими краєм, гола, гладка, лискуча, червона або криваво-червона. Пластинки широко приросли, товсті, жовті, оранжево-червоні до кров'яно-червоних, але завжди зі світло-жовтим краєм. Ніжка 3-7 х 0,3-0,8 см, зазвичай однакової товщини по всій довжині, порожниста, волога або лискуча, але не клейка, одного кольору з капелюшком, в основі жовтувата. М'якоть червона або помаранчева, восковидна, ламка, без особливого запаху і смаку. Спори розміром 7-10 х 4-5 мкм, еліпсоїдні.

## Життєвий цикл
Плодоносить у червні — жовтні. Гумусовий сапротрофами.

## Поширення та середовище існування
Голарктичний вид з мультизональним ареалом, що охоплює Європу, Азію, Північну Америку. Зустрічається на лісових галявинах і полянах, лугах, на ґрунті серед трав.

## Практичне використання
Їстівний вид.

## Природоохоронний статус
Включений до Червоної книги Білорусі 2-го видання (1993).